# Androstènedione
L'androstènedione (aussi appelée 4-androstènedione, Δ⁴-androstènedione, du fait de la double liaison en 4, et 17-cétoestostérone) est une hormone stéroïdienne C19 produite par les glandes surrénales et les gonades, étape intermédiaire dans la voie biochimique de la production de la testostérone (androgène), de l'estrone et de l'estradiol (œstrogènes).